# Eriophorum callitrix
Eriophorum callitrix är en halvgräsart som beskrevs av Adelbert von Chamisso och Carl Anton von Meyer. Eriophorum callitrix ingår i släktet ängsullssläktet, och familjen halvgräs. Inga underarter finns listade i Catalogue of Life.
Denna växt förekommer i tundran i Nordamerika, norra Ryssland och på Grönland. De sydligaste populationerna hittas i Montana och Wyoming i USA. Eriophorum callitrix föredrar fuktiga platser som myr, vattendragens och dammarnas stränder samt fuktiga ängar. Arten kan bilda täta grupper och den förekommer ofta tillsammans med Carex aquatilis var. minor eller arter av videsläktet i områden där myskoxen betar. I fuktiga regioner växer arten ofta bredvid ängsull (Eriophorum angustifolium) och i torra områden intill växter av fjällsippssläktet (Dryas).
För beståndet är inga hot kända. Eriophorum callitrix är i lämpliga områden talrik. IUCN listar arten som livskraftig (LC).